# Alba Arnova
Alba Arnova (ur. 15 marca 1930 w Bernal, zm. 11 marca 2018 w Rzymie) – włoska aktorka filmowa pochodzenia argentyńskiego.

## Filmografia
- 1949: Al Diavolo la celebrita jako siostra Eleny
- 1951: Cud w Mediolanie jako Statua
- 1954: Una Donna prega
- 1957: Una Viuda dificil
- 1963: Follie d'estate jako Uwodzicielka